# Військовий округ Генеральної губернії

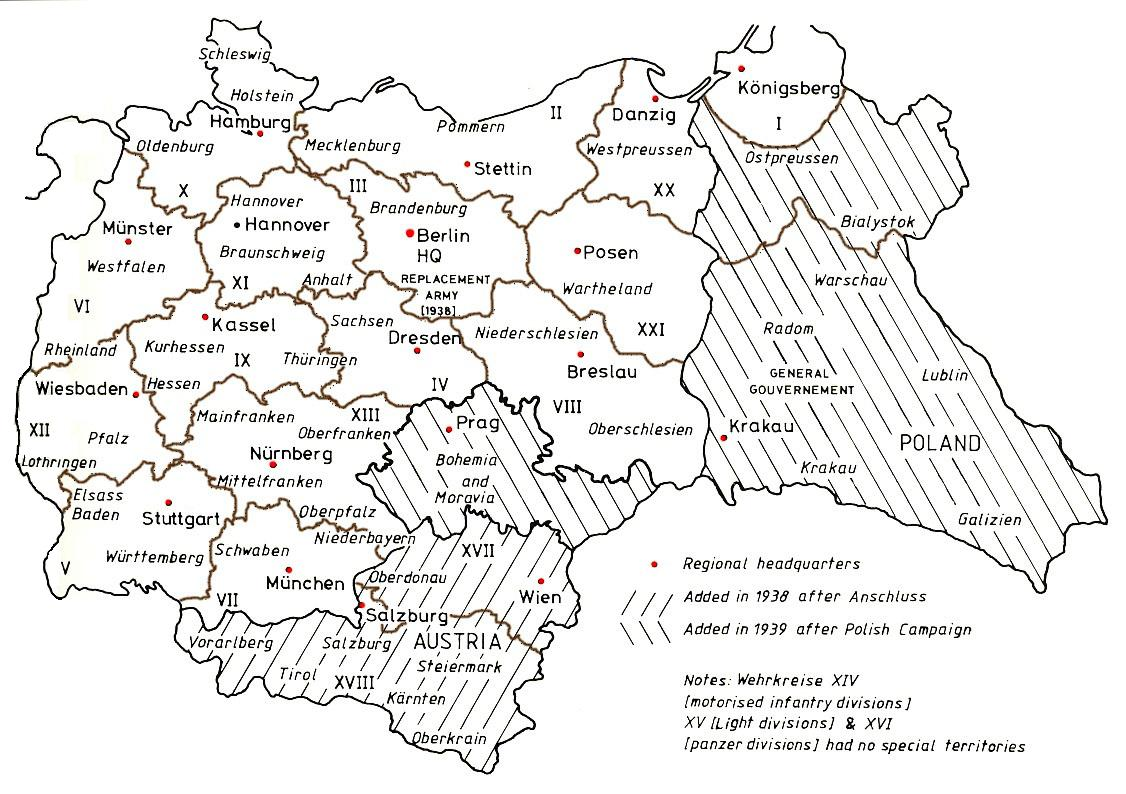
Карта військово-адміністративного розподілу Третього Рейху на 1944 рік

Військовий округ Генеральної губернії (нім. Wehrkreis Generalgouvernement) — одиниця військово-адміністративного поділу Збройних сил Німеччини за часів Третього Рейху. З 22 вересня 1944 — Головне командування прифронтової зони Генеральної губернії (нім. Befehlshaber Heeresgebiet Generalgouvernement).

## Історія
Військовий округ Генеральної губернії організований 15 липня 1942 року на території, так званого Генерал-губернаторства, в окупованій німецькими військами Польщі.
Штаб-квартира округу розміщувалася в Кракові.

## Командування

### Командувачі
- генерал кінноти Курт Людвіг фон Гінант (нім. Curt Ludwig Freiherr von Gienanth) (15 липня — 1 жовтня 1942);
- генерал від інфантерії Зігфрід Геніке (1 жовтня 1942 — 22 вересня 1944).

## Нагороджені корпусу
Нагороджені корпусу
|  | Кавалери Срібного Німецького Хреста | 2 |

## Склад
| 5 вересня 1943                                        | 22 листопада 1943                           |
| ----------------------------------------------------- | ------------------------------------------- |
| 4-й Туркестанський робочий батальйон (4 роти)         | —                                           |
| Вірменський легіон                                    | —                                           |
| Азербайджанський легіон                               | —                                           |
| Грузинський легіон                                    | —                                           |
| Північнокавказький легіон                             | —                                           |
| Туркестанський легіон                                 | —                                           |
| Волзькотатарський легіон                              | —                                           |
| 813-й Вірменський піхотний батальйон                  | —                                           |
|                                                       | 815-й Вірменський піхотний батальйон        |
| 817-й Азербайджанський піхотний батальйон             |                                             |
| 818-й Азербайджанський піхотний батальйон             |                                             |
|                                                       | 819-й Азербайджанський піхотний батальйон   |
| 795-й Грузинський піхотний батальйон                  | —                                           |
| 786-й Туркестанський піхотний батальйон               |                                             |
| 781-й Туркестанський піхотний батальйон               | —                                           |
| —                                                     | 782-й Туркестанський піхотний батальйон     |
| —                                                     | 790-й Туркестанський піхотний батальйон     |
| —                                                     | 791-й Туркестанський піхотний батальйон     |
| 827-й Волзькотатарський піхотний батальйон            | —                                           |
| —                                                     | 828-й Волзькотатарський піхотний батальйон  |
| —                                                     | 829-й Волзькотатарський піхотний батальйон  |
| Штаб Волзькотатарського будівельного загону «Крушина» | —                                           |
| 3 Волзькотатарських будівельних батальйони            | 4 Туркестанські робочі батальйони           |
| —                                                     | 1-й Східний батальйон «Генеральна губернія» |
| —                                                     | 2-й Східний батальйон «Генеральна губернія» |
| Прим.: курсивом виділені частини, що формувалися      |                                             |